# Aranczejewo
Aranczejewo (ros. Аранчеево) – wieś (dieriewnia) w Rosji, w Czuwaszji, w rejonie jalczickim. W 2010 liczyła 307 mieszkańców.